# Acolytes (film)
Acolytes est un film d'horreur-thriller australien réalisé par Jon Hewitt en 2009.

## Synopsis
Une jeune fille blessée, à moitié dévêtue se trouve dans la forêt, quand une voiture la percute.

## Fiche technique
- Titre : Acolytes
- Réalisation : Jon Hewitt
- Scénaristes : Shayne Armstrong, Shane Krausse
- Musique : David Franzke
- Durée : 91 minutes
- Année de production : 2009
- Société de production :  Stewart and Wall Entertainment
- Société de distribution :  CTV International, Anchor Bay Entertainment
- Public : Interdit aux -18 ans UK, -16 ans France, Mature public Australie, -18 ans Allemagne
- Date de sortie : 25 mars 2009 en  France (Cannes avant première),  20 septembre 2009 aux  États-Unis
- Pays :  Australie sortie le 1er août 2009

## Distribution
- Joel Edgerton : Ian Wright
- Sebastian Gregory : Mark
- Michael Dorman : Gary Parker
- Holly Baldwin : Tanya Lee
- Bella Heathcote : Petra
- Joshua Payne : James
- Belinda McClory : Kay Wright